# Rümpel
Rümpel ist eine Gemeinde im Kreis Stormarn in Schleswig-Holstein.

## Geografie

### Lage und Ortsteile
Die Gemeinde Rümpel liegt südlich unmittelbar angrenzend von der Stadt Bad Oldesloe im Naturraum Ostholsteinisches Hügel- und Seenland (SO) an der Beste und ihren Quellarmen Süder- sowie Norderbeste. Siedlungsstatistisch besteht die Gemeinde aus den Wohnplätzen des namensgebenden Rümpel sowie Höltenklinken und Rohlfshagen.

### Nachbargemeinden
Das Gemeindegebiet wird umschlossen von jenen der Ortschaften:
|             | Neritz, Bad Oldesloe                        |        |
| Elmenhorst  | Kompassrose, die auf Nachbargemeinden zeigt |        |
| Tremsbüttel | Lasbek                                      | Pölitz |

## Geschichte

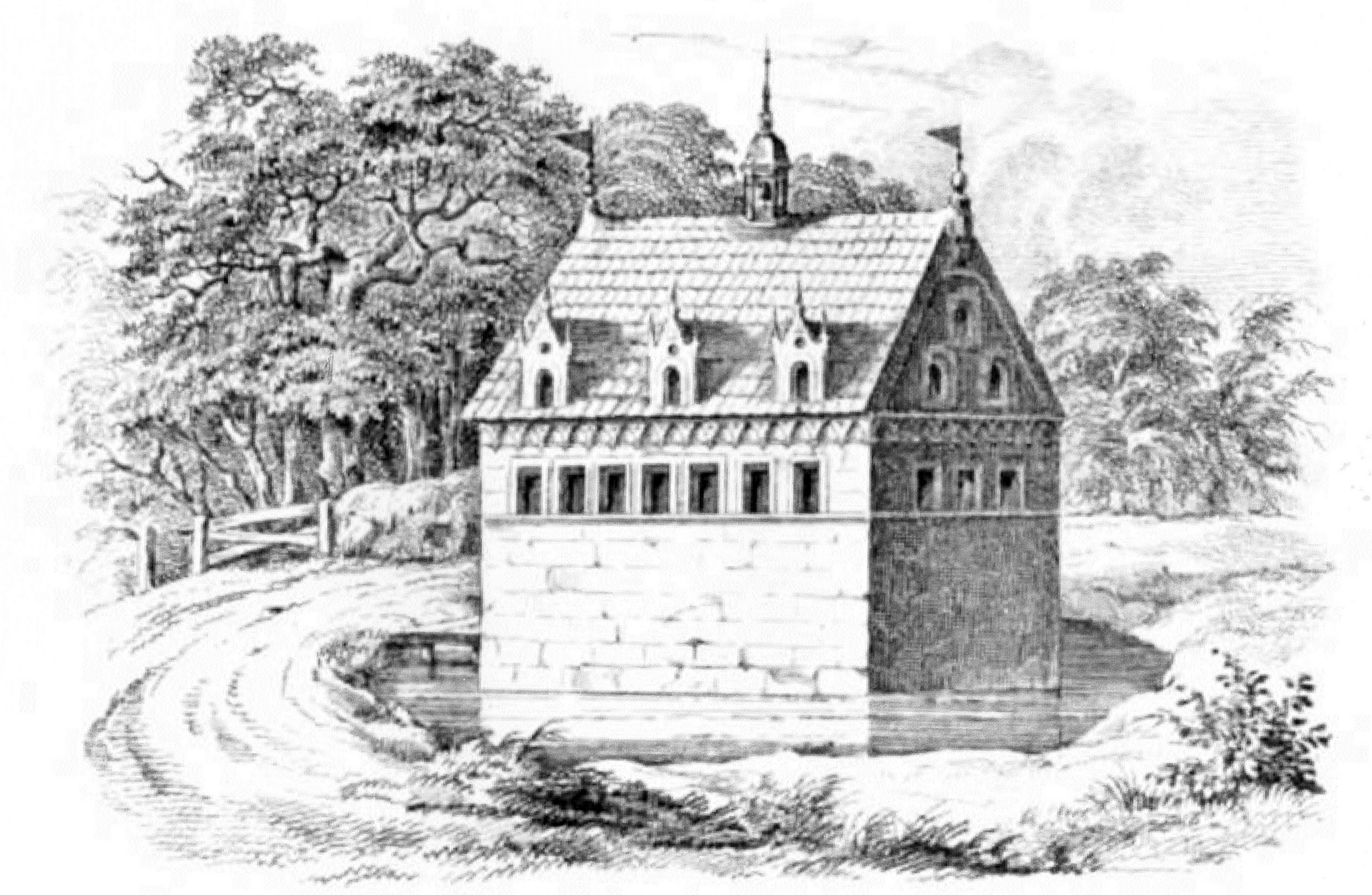
Gutshaus Höltenklinken

Der Ortsteil Höltenklinken wurde als Adliges Gut gegründet. Die Bauern des heutigen Hauptortes Rümpel waren dem Gut dienstpflichtig. Bereits 1593 ist eine Papiermühle als Wassermühle an der Beste nachgewiesen. Später wurde die Mühle als Pulvermühle und schließlich bis 1874 als Kupfermühle genutzt. Um 1850 wurde auf dem Gut eine Ziegelei erbaut und eine Brennerei betrieben. Nach der Annexion Schleswig-Holsteins durch Preußen wurde das Gut in den neuen Kreis Stormarn eingegliedert. Mit Einführung der preußischen Kommunalverfassung 1889 kam es zum Amtsbezirk Rümpel. Als 1928 die Gutsbezirke aufgelöst wurden, wurde Höltenklinken nach Rümpel eingemeindet. Es hatte damals 136 Einwohner.
Rohlfshagen war ein gottorfisches Domanialgut, das 1767 in 13 Erbpachtstellen aufgeteilt wurde, von denen der Rohlfshagener Hof mit mehr als einem Drittel der Gesamtfläche die größte war. Der Ort wurde 1402 zuerst schriftlich erwähnt. Die an der Süder-Beste gelegene Rohlfshagener Kupfermühle beherbergt seit 1863 ein regional bekanntes Ausflugslokal, das seinen wirtschaftlichen Aufschwung dem Bau der Lübeck-Hamburger Eisenbahn 1865 mit dem nahegelegenen Bahnhof Kupfermühle verdankt. Einen zweiten Bahnhof erhielt Rohlfshagen 1887 beim Bau der Eisenbahn Oldesloe-Schwarzenbek. Das 1913 gebaute Schulgebäude wird seit dem Anschluss an die Dörfergemeinschaftsschule in Bad Oldesloe 1973 für Veranstaltungen genutzt. Am 1. Januar 1978 erfolgte der Anschluss an die Gemeinde Rümpel. Im Jahre 1970 hatte Rohlfshagen 213 Einwohner.
Der heutige Kernort Rümpel wurde 1342 erstmals schriftlich erwähnt. Im 15. Jahrhundert bestanden im Dorf zwölf Hufen, die dem Gut Klinken dienstpflichtig waren, das 1928 eingemeindet wurde. Im 19. Jahrhundert bestanden in Rümpel 14 Vollhufen, eine Dreiviertelhufe, fünf Bödner- und vier Anbauerstellen.
Zwischen 1887 und 1976 bestand in Rümpel eine Bahnstation der Bahnstrecke Schwarzenbek–Bad Oldesloe.
Im Jahre 1954 wurde die Schule im Ortsteil Klinken geschlossen. Die Schule in Rümpel erhielt 1957 einen Erweiterungsbau und dient seit dem Anschluss an die Dörfergemeinschaftsschule in Bad Oldesloe 1973 als Veranstaltungsort.
Im Jahre 1928 wurde der Gutsbezirk Höltenklinken eingegliedert. Am 1. Januar 1978 kam die Gemeinde Rohlfshagen hinzu.

## Politik

### Gemeindevertretung
Bei der Kommunalwahl am 14. Mai 2023 wurden insgesamt 14 Sitze vergeben. Von diesen erhielt die CDU sechs Sitze, die SPD und die Activen Bürgerinnen und Bürger jeweils drei Sitze und die Allgemeine Wählervereinigung der Gemeinde Rümpel erhielt zwei Sitze.

### Wappen
Blasonierung: „In Grün eine aus leicht abgerundeten sog. Kopfsteinen bestehende oben stark abgeflachte silberne Spitze. Einander zugewendet im rechten und linken Obereck je ein aus den Schildrändern hervorwachsendes Mühlrad.“

## Kultur und Sehenswürdigkeiten
Das 1907 im Jugendstil erbaute Herrenhaus im Ortsteil Höltenklinken steht unter Denkmalschutz. Ein kleiner Wanderweg am Dorfrand ist lokal als Heinrich-Schlosser-Pfad bekannt, benannt nach einem ehemaligen Landwirt.

## Sport
Größter Sportverein Rümpels ist der Rümpeler SV. Neben Fußball bietet der Verein auch Tanzsport, Gymnastik und Dart an.

## Wirtschaft und Infrastruktur
Rümpel liegt an der Bahnstrecke Lübeck–Hamburg (der nächste Haltepunkt ist Kupfermühle, nächster größerer Bahnhof Bad Oldesloe) sowie in unmittelbarer Nähe der A 1 und A 21.

## Persönlichkeiten
- Die Malerin Emma Lutteroth (1854–1894) wurde auf dem Gut Höltenklinken geboren.
- Der Modeschöpfer und Designer Michael Michalsky wuchs in Rümpel auf.